# Riga GP
De Riga GP was een eendagswielerwedstrijd, die tussen 2006 en 2013 werd verreden in de stad Riga in Letland. De koers had lange tijd een classificatie van 1.2, wat inhield dat UCI World Tour ploegen niet mochten deelnemen. In 2013 werd de wedstrijd opgewaardeerd naar categorie 1.1 maar daarna vond geen nieuwe editie meer plaats.

## Lijst van winnaars

### Overwinningen per land
| Overwinningen | Land             |
| ------------- | ---------------- |
| 6             | Letland          |
| 1             | Rusland , Italië |